# Biodiversitet Nu
Biodiversitet Nu er et forskningsprojekt der fra 2014 til 2020 skal skabe ny viden om hvordan biodiversiteten i Danmark har det, og samtidig inddrage den brede befolkning i indsamlingen af naturdata. Via Det Store Naturtjek har man skabt et af landets største citizen science projekter.
Projektet er et samarbejde mellem Danmarks Naturfredningsforening og forskere på Københavns og Aarhus Universitet. Det finansieres af en bevilling på 13 millioner kr. fra Aage V. Jensens Naturfond.